# Bathia
Bathia (em árabe: بطحية) é uma cidade e comuna localizada na província de Aïn Defla, no norte da Argélia. Sua população era de 6 238 habitantes, em 2008.